# Heinrichsthal
Heinrichsthal település Németországban, azon belül Bajorországban. Lakosainak száma 824 fő (2023. december 31.). Heinrichsthal Schöllkrippener Forst, Heigenbrücken és Heinrichsthaler Forst községekkel határos.

## Népesség
A település népessége az elmúlt években az alábbi módon változott:
| Lakosok száma | 609  | 747  | 806  | 892  | 842  | 842  | 824  | 810  | 823  | 824  |
|               | 1875 | 1950 | 1975 | 1987 | 2012 | 2014 | 2016 | 2017 | 2021 | 2023 |